# Nika Machaidze
Nikakoi y Erast son nombres artísticos del georgiano Nika Machaidze . Este director de películas y músico de electrónica ha realizado la banda sonora a la obra "The Park" de Botho Strauß. También ha hecho música para desfiles de moda y para televisión. Este artista pertenece al grupo Goslab. Es un artesano que construye melodías de una belleza y una complejidad poco frecuente en el género electrónico.

## Discografía
- Sestrichka. WMF Records, 2002
- City Lights. WMF Records, 2002
- Shentimental. WMF Records, 2003
- Goodair and Minimissing. Laboratory Instinct, 2004
- Cyberpunk. Laboratory Instinct, 2006

- Datos: Q321771